# Turar Ryskulov (ort i Kazakstan)
Turar Ryskulov är en ort i Kazakstan.   Den ligger i oblystet Sydkazakstan, i den södra delen av landet, 1 000 km söder om huvudstaden Astana. Turar Ryskulov ligger 772 meter över havet och antalet invånare är 18 421.
Terrängen runt Turar Ryskulov är varierad. Runt Turar Ryskulov är det ganska glesbefolkat, med 35 invånare per kvadratkilometer. Turar Ryskulov är det största samhället i trakten. Trakten runt Turar Ryskulov består i huvudsak av gräsmarker.